# Ахмед Хамді Танпинар
Ахмед Хамді Танпинар (23 червня 1901, Константинополь, Османська імперія — 24 січня 1962, Стамбул, Туреччина) — турецький письменник, поет і історик літератури.

## Життєпис
Ахмед Хамді Танпинар народився 23 червня 1901 року в Константинополі. Його батько був кадієм, через його роботу сім'я Танпинара в дитинстві часто переїжджала. 1918 року Танпинар завершив шкільну освіту в Стамбулі. Після цього він вступив до Стамбульського університету, де спочатку навчався на ветеринарному факультеті, але через рік перевівся. Під час навчання в університеті вивчав турецьку і французьку літературу. 1923 року Танпинар закінчив гуманітарний факультет Стамбульського університету.
По закінченні університету Танпинар викладав турецьку мову, літературу, історію мистецтв, естетику і міфологію в різних навчальних закладах.
Від 1939 року і до кінця життя викладав турецьку літературу на гуманітарному факультеті Стамбульського університету.
Протягом 1942—1946 років був членом Великих національних зборів, представляв там іл Кахраманмараш.
24 січня 1962 року Ахмед Хамді Танпинар помер від серцевого нападу.

## Творчість
Твори Танпинара, написані прозою, зазнали впливу Ях'ї Кемаля Беятли, тоді як вірші Танпинара перебували під впливом творчості поета Ахмета Хашіма.
1920 року Танпинар написав свою першу поему «Musul Akşamları» (Вечори Мосула), опубліковану в літературному журналі «Altıncı Kitap». Пізніше публікував вірші в журналі «Dergâh». Серед віршів Танпинара найвідоміша його поема «Bursa'da Zaman» (Час у Бурсі).

## Твори

### Проза
- «Сни Абдуллаха Ефенді[tr]»; 1974 року Метін Ерксан на його основі зняв фільм «Geçmiş Zaman Elbiseleri»[4]
- «Господар дому» («Evin sahibi»)
- «Літній дощ[tr]»
- «Особняк у кварталі Аджибадем» («Acıbademdeki köşk»)
- «Адам і Єва» («Adem'le Havva»)
- «Поїздка поїздом» («Bir tren yolculuğu»)
- збірка прози «Сни Абдуллаха Ефенді» («Abdullah Efendinin Rüyaları», 1943)
- збірка прози «Літній дощ» («Yaz yağmuru», 1955)

#### Романи
- «Спокій» (1949)
- «Інститут налаштування годинників[tr]» (1962)
- «Ті, хто за межами сцени[tr]»
- «Мелодія махур[tr]»
- «Місячна жінка[tr]»

### Літературна критика та історія літератури
- «Антологія поезії Тевфика Фікрета» («Tevfik Fikret antolojisi», 1937)
- «Антологія творів Намика Кемаля» («Namık Kemal antolojisi», 1942)
- «Історія турецької літератури XIX століття» («XIX. asır Türk edebiyatı tarihi», 1949)
- «Ях'я Кемаль» («Yahya Kemal», 1962, монографія про поета Ях'ю Кемаля Беятли)
- збірка статей «Edebiyat üzerine makaleler» («Статті про літературу», 1969)